# Ansiolítico

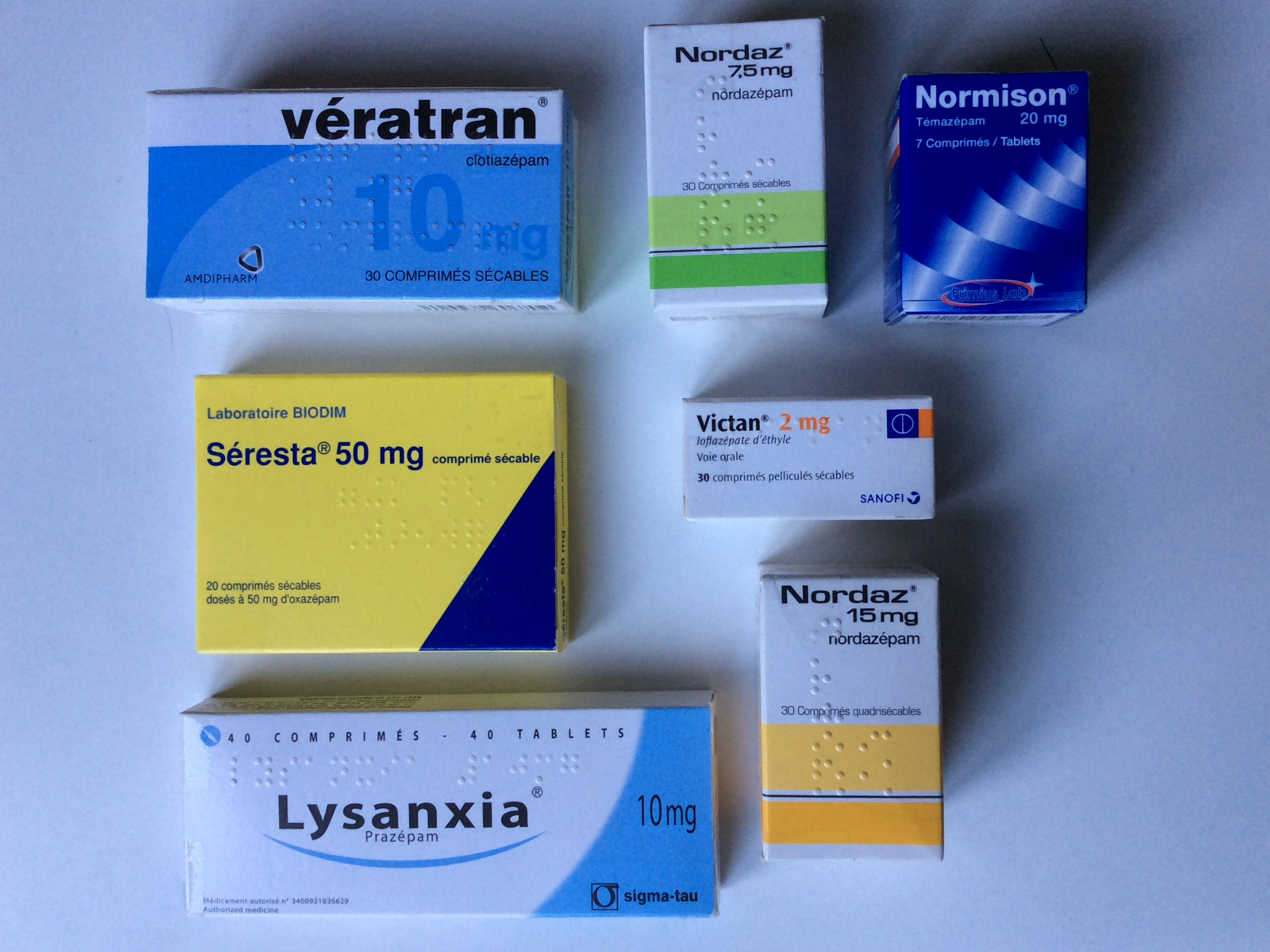
Benzodiazepinas, uno de los tipos de ansiolíticos más comúnmente utilizados.

Un ansiolítico o tranquilizante menor es un fármaco psicotrópico con acción depresora del sistema nervioso central, destinado a disminuir o eliminar los síntomas de la ansiedad. Su efecto inhibidor de la ansiedad se contrapone al de los fármacos ansiogénicos que generan ansiedad. Ambos fármacos (ansiolíticos y ansiogénicos) se incluyen dentro de la categoría de fármacos ansiotrópicos. Los fármacos ansiolíticos se utilizan para el tratamiento de las manifestaciones psicológicas y somáticas de la ansiedad y su cuadro patológico, los trastornos de ansiedad.
Un fármaco ansiolítico ideal es aquel que alivia o suprime los síntomas de la ansiedad, calmando la hiperexcitabilidad nerviosa y disminuyendo la actividad sin producir sedación o sueño, como producen los hipnóticos. Los hipnóticos a dosis menores actuarán como sedantes, por lo que se emplean corrientemente como ansiolíticos, aunque en la mayoría de las ocasiones se pueden utilizar para ambos efectos.
Algunas sustancias de uso recreativo, como el etanol presente en las bebidas alcohólicas, inducen un efecto ansiolítico. 
Los ansiolíticos son también conocidos como tranquilizantes menores. El término se utiliza menos en contextos modernos, y fue originalmente derivado de una dicotomía respecto a los tranquilizantes mayores, conocidos como neurolépticos o antipsicóticos.

## Concepto de ansiedad y trastorno de ansiedad
La ansiedad es el sentimiento desagradable de sentirse amenazado por algo inconcreto que se está haciendo y va acompañado de sensaciones somáticas de tensión generalizada, falta de aire, sobresalto y búsqueda de una solución al peligro. Cuando por ejemplo se oculta una falla hacia una persona importante en su vida fingiendo,  cuando se hace un mal manejo u operación laboral ocultandola de su superior, cuando se hacen cosas indebidas a espaldas de quienes deben saber la verdad y otras circunstancias que produzcan esa alteración nerviosa es importante recalcar que no debe confundirse con miedo ni con angustia. Es similar a la angustia, aunque en esta las sensaciones son diferentes, y se diferencia del miedo en que en este existe un peligro definido y conciencia del mismo. Se puede manifestar con inquietud, insomnio, hiperactividad, irritabilidad y miedo. Muchas veces, los síntomas son tan intensos que pueden provocar manifestaciones psicosomáticas como hiperventilación, palpitaciones, calambres, manifestaciones gastrointestinales, cardíacas o genitourinarias. Es un síntoma importante en medicina y en ocasiones constituye además una entidad nosológica.
Se pueden agrupar los síntomas como sigue: neuromusculares (temblor, tensión muscular, cefaleas, parestesias); cardiovasculares (palpitaciones, taquicardias, dolor precordial); respiratorios (disnea); digestivos (náuseas, vómitos, dispepsia, diarrea, estreñimiento, aerofagia, meteorismo); y genitourinarios (micción frecuente, problemas de la esfera sexual). Los síntomas psíquicos o psicológicos incluyen estados de preocupación, aprensión, dificultad de concentración, irritabilidad, inquietud, desasosiego, y conductas de evitación, inhibición y bloqueo psicomotor.
La ansiedad es una reacción emocional normal necesaria para la supervivencia de los individuos y de nuestra especie. No obstante, las reacciones de ansiedad pueden alcanzar niveles excesivamente altos o pueden ser poco adaptativas en determinadas situaciones. En este caso la reacción deja de ser normal y se considera patológica. Los trastornos que pueden producirse cuando la ansiedad es muy elevada tradicionalmente se dividen en trastornos físicos (psicofisiológicos) y trastornos mentales (trastornos de ansiedad).
Un trastorno de ansiedad es una condición crónica caracterizada por un sentimiento de ansiedad, miedo, aprensión y preocupación excesivo y persistente, sobre eventos actuales o futuros, con síntomas físicos tales como sudoración, palpitaciones y sensación de estrés.

## Importancia biomédica
Existe una clara tendencia a considerar el efecto ansiolítico de los fármacos como el primer paso de una línea continua de efectos progresivos, el de los ansiolíticos-sedantes-hipnóticos. Según ello, la utilización de dosis crecientes de cualquiera de los componentes farmacológicos, puede originar sedación importante, sueño, anestesia, coma y muerte. Este concepto se fundamenta en la realidad impuesta por el desarrollo histórico de los fármacos principales como los barbitúricos, el meprobamato y las benzodiacepinas (BZD).
Los barbitúricos fueron considerados hasta hace unos años como los agentes ansiolíticos por excelencia. Se asocian con la aparición de una mayor incidencia de efectos secundarios, ya que producen una depresión más intensa y generalizada del sistema nervioso. Los barbitúricos tienen un margen de seguridad muy estrecho; por ello, se registraron en la literatura especializada numerosos casos de sobredosis accidentales. La intoxicación aguda por ingesta de barbitúricos se ha relacionado históricamente con una tasa de mortalidad inaceptable para los parámetros de la medicina actual. La evaluación riesgo-beneficio motivó su abandono definitivo como agentes ansiolíticos. Sin embargo, este balance resulta aún favorable en lo que respecta a su potencial terapéutico como anticonvulsivante para casos específicos, que no responden a la terapéutica convencional.
Con los barbitúricos era difícil diferenciar en la práctica la acción ansiolítica de la sedante e hipnótica. El meprobamato significó un avance en la diferenciación entre ansiólisis y sedación. Las BZD se acercaron al ansiolítico ideal porque, aunque a dosis elevadas producen sedación y sueño, es posible manejarlas con mayor eficacia y menor riesgo. Recientemente, la introducción de ansiolíticos no benzodiacepínicos, como la buspirona, cuyo mecanismo de acción no está relacionado con la transmisión GABA y que carecen de acciones sedante, anticonvulsionante y relajante muscular, ha supuesto un nuevo paso hacia delante en la definición de la acción ansiolítica. Además, el análisis de la acción molecular de los fármacos ansiolíticos, está contribuyendo a revelar las anomalías neuroquímicas que acompañan los diversos cuadros de ansiedad y a conseguir su normalización o ajuste, mediante moléculas farmacológicas.

## Alternativas a la medicación
El tratamiento psicoterapéutico puede ser una alternativa eficaz a la medicación. La terapia de exposición es un tratamiento recomendado para los trastornos de ansiedad de tipo fóbico. La terapia cognitiva conductual (TCC) es eficaz para el tratamiento del trastorno de pánico, trastorno de ansiedad social, trastorno de ansiedad generalizada (TAG), y el trastorno obsesivo-compulsivo (TOC). Los profesionales de la salud también pueden recomendar recursos de autoayuda para el manejo de la ansiedad. La TCC ha mostrado su eficacia para el tratamiento del trastorno de ansiedad generalizada, y posiblemente más eficaz que los tratamientos farmacológicos a largo plazo. Algunas veces la medicación se combina con psicoterapia, aunque la investigación no ha demostrado una superioridad clara de la combinación de la farmacoterapia y la psicoterapia, frente a la monoterapia de cada una de ellas por separado.
Sin embargo, aunque la TCC puede tener un éxito superior al 50 %, todavía puede resultar insuficiente para muchos individuos. En estos casos, se puede recomendar el uso combinado de antidepresivos y ansiolíticos.

## Clasificación de ansiolíticos (Grupo de fármacos)
Desde un punto de vista funcional, los ansiolíticos se clasificaron de la siguiente manera:
- Los que producen, además, un efecto sedante-hipnótico: benzodiacepinas, barbitúricos y meprobamato.
- Los agonistas parciales de los receptores 5-HT1A, las azaspirodecanodionas buspirona, ipsapirona y gepirona.
- Los que producen, además, un bloqueo de algún componente vegetativo (sistema nervioso autónomo): antihistamínicos, neurolépticos, antidepresivos (tricíclicos, inhibidores de la recaptación de 5-HT e inhibidores de la MAO) y bloqueadores beta-adrenérgicos. Son fármacos de muy diversa naturaleza química y farmacológica, cuyo nexo es ejercer en ocasiones una acción ansiolítica y sedante, y bloquear las manifestaciones de algún componente del sistema nervioso vegetativo. Los antidepresivos tricíclicos, los inhibidores de la recaptación de 5-HT y los inhibidores de la monoaminooxidasa (IMAO) muestran eficacia ansiolítica en trastornos ansiosos cuyo síntoma principal consiste en ataques de pánico.

### Barbitúricos
Clásicamente los barbitúricos y el meprobamato han sido utilizados en el tratamiento de la ansiedad. Los barbitúricos ejercen un efecto ansiolítico ligado al efecto sedativo que causan. El riesgo de abuso y adicción de los barbitúricos es elevado. El consenso actual desaconseja el uso de estos medicamentos para tratar la ansiedad, por lo que su prescripción está en desuso, pero pueden ser útiles para el tratamiento a corto plazo del insomnio, cuando el tratamiento con BZD fracasa.

### Benzodiacepinas
Las benzodiacepinas (BZD) se prescriben para el alivio a corto plazo de la ansiedad patológica discapacitante. Las BZD también puede estar indicada para cubrir los períodos latentes asociados con los medicamentos prescritos para el tratamiento de un trastorno de ansiedad subyacente. Son empleados para tratar una variedad de condiciones y síntomas que normalmente son la primera elección cuando se necesitan depresores del SNC a corto plazo. El uso a largo plazo puede ser indicado para trastornos de ansiedad severos. Hay un riesgo de desarrollo síndrome de abstinencia al retirar el fármaco, con un efecto rebote posterior, en uso continuado superior a dos semanas, y si el paciente prolonga el tratamiento más allá de este período puede producirse efecto tolerancia y desarrollo de dependencia. También la acumulación del metabolito del fármaco benzidiacepínico puede producir efectos adversos.
La mayor parte de las BZD producen ansiólisis, sedación (a dosis altas), hipnosis, efectos anticonvulsivantes y miorrelajación central. Para la ansiedad generalizada inespecífica, parece tener poca importancia la BZD que se seleccione, pero a la vista de su eficacia relativa para algunos de estos efectos y de sus propiedades cinéticas, algunas pueden tener una indicación más clara en una determinada circunstancia clínica. El grado en que se genera tolerancia a los efectos ansiolíticos de las BZD es motivo de controversia. Sin embargo, hay pruebas de que no surge tolerancia importante a todos los efectos de estos medicamentos, porque algunos efectos de las dosis agudas en la memoria persisten en pacientes que los han usado durante años.
Las benzodiacepinas incluyen:
- Alprazolam
- Bromazepam
- Ketazolam
- Clordiazepóxido
- Clonazepam
- Clorazepato
- Diazepam
- Flurazepam
- Lorazepam
- Oxazepam
- Temazepam
- Triazolam
- Midazolam

El efecto ansiolítico de las mismas se produce en dosis moderadas. A altas dosis se producen los efectos sedantes e hipnóticos.
El tofisopam es un derivado benzidiacepínico atípico, que se comercializa en varios países europeos, que al igual las BZD posee efecto ansiolítico, pero que al no actuar en el receptor GABA no tiene efecto anticonvulsivo, sedante, antiespasmolítico, ni amnésico. Tofisopam está indicado para el tratamiento de la ansiedad y el síndrome de abstinencia del alcohol.

### Análogos de las benzodiacepinas
Los análogos de benzodiacepinas, conocidas coloquialmente como "fármacos Z", son otra clase de psicoactivos distinta en estructura química a la de las BZD, pero similar en su perfil farmacodinámico, con parecidas indicaciones, efectos secundarios y riesgos.
La mayor parte de estos fármacos son prescritos como sedantes e hipnóticos. Sin embargo, dentro de esta categoría destacan como ansiolíticos algunos fármacos de reciente aparición como el abecarnilo, un agonista parcial del receptor de las benzodiacepinas. El abecarnilo no ha sido todavía aprobado para su uso en humanos y actualmente está siendo usado para investigar el desarrollo de nuevos fármacos ansiolíticos y sedantes. y como sustituto menos adictivo para tratar la dependencia de las BZD.
El abecarnilo produce principalmente efectos ansiolíticos y comparativamente menor efecto sedativo y miorrelajante.

### Derivados del difenilmetano
Los derivados del difenilmetano son antihistamínicos de primera generación como hidroxicina, difenhidramina y captodiamo que poseen cierta acción ansiolítica débil, aunque a dosis elevadas producen sedación intensa. El efecto secundario de somnolencia que presentan estos antihistamínicos de primera generación ha llevado a su
utilización en el tratamiento del insomnio, incluso como especialidades farmacéuticas publicitarias. Su utilidad está limitada a los pacientes con personalidad proclive a la adicción, alcohólicos, enfermos que no responden a otros tratamientos, o para la deprescripción de las BZD.
Otros antihistamínicos incluyen clorfeniramina, prometazina y doxilamina. Son fármacos sedantes utilizados principalmente para tratar el insomnio, pero sus numerosos efectos secundarios anticolinérgicos, la posibilidad de alteraciones cognitivas, la
somnolencia diurna, el riesgo de acumulación debido a su vida media larga, así como el desconocimiento del rango de dosis efectivo para el tratamiento del insomnio, hacen que su balance beneficio-riesgo sea desfavorable.

#### Hidroxicina
La hidroxicina es un antiguo antihistamínico originalmente aprobado para su uso clínico por la FDA americana en 1956. Posee propiedades ansiolíticas, además de las propias como antihistamínico, y tiene licencia para su uso en el tratamiento de la ansiedad. También muestra efectos sedativos en la medicación preoperatoria o para inducir sedación postoperatoria. Ha mostrado ser tan eficaz y segura como las BZD en el tratamiento del trastorno de ansiedad generalizada. No obstante, una revisión sistemática concluye que sobre la base de la evidencia existente no puede recomendarse hidroxicina para el TAG, aunque comparado con otros agentes ansiolíticos (BZD y buspirona), la hidroxicina fue equivalente en eficacia, aceptabilidad y tolerancia.

#### Captodiamo
Captodiamo es un antihistamínico sedativo y ansiolítico derivado de la difenhidramina. Su uso puede ser de utilidad para prevenir el síndrome de abstinencia de las BZD.

### Antidepresivos

#### Inhibidores selectivos de la recaptación de serotonina
Los inhibidores selectivos de la recaptación de serotonina (ISRS) son una clase de fármacos utilizados típicamente para tratar la depresión, trastornos de ansiedad, y algunos trastornos de personalidad. Los ISRS se clasifican primariamente como antidepresivos y se requiere la toma de dosis mayores a las prescritas para tratar la depresión para que sean efectivos en tratar los trastornos de ansiedad. La mayoría de ISRS tienen propiedades ansiolíticas. Al principio del curso del tratamiento pueden ser ansiogénicos debido al feedback negativo a través de los autoreceptores serotoninérgicos. Por esta razón se pueden prescribir BZD para contrarrestar esta exarcebación de la ansiedad al principio del tratamiento.
Los ISRS usados para tratar la ansiedad incluyen sertralina, fluoxetina, fluvoxamina, citalopram, escitalopram y paroxetina.

#### Antagonistas e inhibidores de la recaptación de serotonina
Los antagonistas e inhibidores de la recaptación de serotonina (AIRSs) son un grupo de fármacos, en su mayoría de la clase química de las fenilpiperazinas, usados generalmente como antidepresivos, pero también como ansiolíticos e hipnóticos, que actúan como antagonistas de los receptores de serotonina e inhiben la recaptación de serotonina, norepinefrina, y/o dopamina. La mayoría también actúan antagonizando el receptor α1-adrenérgico.
Destacan como ansiolíticos trazodona, lorpiprazol y mepiprazol.
El mepiprazol, comercializado bajo el nombre Psigodal, fue utilizado en España como ansiolítico para el tratamiento de la anteriormente denominada neurosis ansiosa. Actúa como un antagonista de los receptores 5-HT2A y α1-receptor adrenérgico.

#### Inhibidores de la recaptación de serotonina y noradrenalina
Los inhibidores de la recaptación de serotonina y noradrenalina incluyen los fármacos venlafaxina, y duloxetina. La venlafaxina, en su forma de liberación prolongada, y la duloxetina, están indicadas para el tratamiento del TAG y síntomas de ansiedad. Los ISRSN son tan efectivos como los ISRS en el tramiento de los trastornos de ansiedad...

#### Antidepresivos NaSSA
La mirtazapina es un antidepresivo noradrenérgico y serotonérgico específico (NaSSA) de relativamente reciente aparición con perfil ansiolítico sedativo e hipnótico que se prescribe en su uso fuera de indicación para trastornos de ansiedad, entre ellos TAG, TOC, y ansiedad social.
Otro antidepresivo, la mianserina de la familia terapéutica de los antidepresivos tricíclicos (TeCA,) pero clasificado como NaSSA, muestra efecto ansiolítico e hipnótico.

#### Inhibidores de la monoamino oxidasa
Los antidepresivos inhibidores de la monoamino oxidasa (IMAO) actúan bloqueando la acción de la enzima monoamino oxidasa. Fueron los primeros antidepresivos existentes en el mercado. Los IMAO (por ejemplo fenelzina y tranilcipromina) son muy eficaces para tratar la ansiedad, pero debido a que interacción con otros medicamentos y alimentos raramente son prescritos.
La moclobemida es un IMAO reversible que no tienen restricción dietética. Se utiliza en Canadá y el Reino Unido. Carece de síndrome de abstinencia típico de los ISRS y los ISRNS, que tiene repercusiones tanto o más importantes que el síndrome de abstinencia propio de las BZD.

#### Antidepresivos tricíclicos
Los antidepresivos tricíclicos, entre ellos imipramina, clomipramina, desipramina, amitriptilina, nortriptilina, y doxepina, también tienen efectos ansiolíticos, sin embargo, sus efectos secundarios (boca seca, sedación, constipación, hipotensión ortostática, y ganancia de peso) son a menudo menos severos que los ISRS, por lo que se considera un tratamiento de primera elección.

#### Otros antidepresivos

##### Opipramol
Opipramol es un antidepresivo y ansiolítico utilizado en Alemania y otros países europeos. A pesar de que pertenece a la familia de fármacos antidepresivos tricíclicos (ATC), el mecanismo de acción del opipramol difiere de estos. La mayoría de los ATCs actúan como inhibidores selectivos de la recaptación, pero el opipramol no. En su lugar actúa como un agonista del receptor sigma, entre otras propiedades. Es un derivado de iminoestilbeno, perteneciente al grupo de las dibenzazepinas.
El opipramol se utiliza normalmente en el tratamiento del trastorno de ansiedad generalizada (TAG) y trastornos somatomorfos. Su ansiólisis se hace prominente después de solo una a dos semanas de la administración crónica. Al principio del tratamiento, opipramol es bastante sedante en su naturaleza debido a sus propiedades antihistamínicas, pero este efecto se vuelve menos prominente con el tiempo.

##### Tianeptina
Tianeptina es un medicamento antidepresivo que se usa principalmente en el tratamiento del trastorno depresivo mayor. Químicamente es un antidepresivo tricíclico (TCA), pero sus propiedades farmacológicas son diferentes. Muestra efecto ansiolítico, siendo eficaz en trastornos depresivos asociadas a ansiedad, y se muestra útil en el tratamiento del espectro de los trastornos de ansiedad, incluyendo el trastorno de pánico con una relativa carencia de sedación como efecto adverso. Estudios recientes indican que posee actividad anticonvulsiva y analgésica.

##### Agomelatina
Agomelatina es un antidepresivo melatoninérgico que ha mostrado efecto ansiolítico en roedores. Es significativamente más eficaz que el placebo en el tratamiento del TAG. Hay también evidencia tentativa que sugiere su eficacia como monoterapia en el TOC, así como en el trastorno de ansiedad social.

##### Vortioxetina
Vortioxetina es  un antidepresivo atípico, que actúa como modulador y estimulador serotoninérgico. Al igual que otros antidepresivos muestra también efectos ansiolíticos. La vortioxetina ha sido investigada como tratamiento para el trastorno de ansiedad generalizada, pero no demostró efecto superior al placebo.

##### Vilazodona
Vilazodona es un antidepresivo atípico inhibidor selectivo de la recaptación de serotonina y agonista parcial del receptor 5-HT1A desarrollado para el tratamiento del trastorno depresivo mayor que también muestra actividad ansiolítica y está siendo investigado para el tratamiento del TAG.

### Neurolépticos
Los neurolépticos a dosis bajas tienen propiedades ansiolíticas. Hay un interés creciente en el uso de los nuevos antipsicóticos atípicos en el tratamiento de los trastornos de ansiedad. Estudios realizados con risperidona, olanzapina, quetiapina, aripripazol en conjunción con fármacos ISRS en patologías con un trasfondo ansioso tales como TAG, TOC y trastorno de pánico, muestran una mejoría en los síntomas. Sin embargo, actualmente la FDA no ha aprobado el uso de estos fármacos en el tratamiento del TAG. Dados sus importantes efectos secundarios, incluida la discinesia tardía, debe restringirse su uso a los individuos que no responden a otra medicación, a los pacientes cuya ansiedad forma parte de un cuadro esquizofrénico y a ancianos que padecen primariamente de agitación.

### Simpaticolíticos
Los fármacos simpaticolíticos son agentes farmacológicos que inhiben el sistema catecolaminérgico (epinefrina y noradrenalina), reduciendo así las acciones del sistema nervioso simpático. Principalmente se utilizan como hipertensivos, pero también se pueden indicar para tratar trastornos de ansiedad, como el trastorno de ansiedad generalizada, trastorno de pánico y trastorno de estrés postraumático.
Son primariamente antagonistas adrenérgicos (betabloqueantes y alfabloqueantes), pero hay excepciones como la clonidina y guanfacina, agonistas α2 adrenérgicos.

#### Betabloqueantes
Los bloqueadores beta-adrenérgicos, como el propranolol, bloquean los receptores postsinápticos β-adrenérgicos evitando el exceso de neurotransmisión noradrenérgica y adrenérgica por lo que son útiles para controlar las manifestaciones somáticas de carácter adrenérgico (sistema nervioso simpático), como taquicardia, palpitación, temblor, sudoración, sofocación, etc. propia de la ansiedad. Su acción se limita a suprimir las manifestaciones secundarias somáticas sin interferir en los mecanismos cerebrales de la ansiedad, por lo que no reducen la ansiedad a nivel central y tienen poca o ninguna eficacia en determinadas formas de ansiedad, como la ansiedad anticipatoria o el trastorno obsesivo; de hecho, los resultados en la reducción de los síntomas de ansiedad son más evidentes para el médico que para el propio enfermo. Se pueden utilizar solos o en combinación con BZD.
Los betabloqueantes se pueden emplear en clínica para tratar la ansiedad de ejecución y miedo escénico (músicos, cantantes, actores, opositores, etc.); tratar sintomáticamente la fobia social; controlar las conductas agresivas de la psicosis, trastornos de ansiedad y personalidad; y para tratar auxiliarmente síntomas de otros trastornos de ansiedad como el trastorno de angustia, trastorno de ansiedad generalizada, trastorno por estrés postraumático y fobias. Aunque la eficacia de los betabloqueantes es notoria en la reducción de las manifestaciones orgánicas, y tienen la ventaja de no producir sedación ni dependencia respecto a las BZD, no se utilizan habitualmente como ansiolíticos ni están aprobados para este uso.
El propranolol fue el primer beta bloqueante efectivo producido. Es un betabloqueante no selectivo, lo que significa que bloquea la acción de la epinefrina tanto en los receptores adrenérgicos β1 como en los receptores adrenérgicos β2. Puede utilizarse para atenuar las manifestaciones físicas de la ansiedad y los síntomas del miedo escénico y ansiedad por desempeño.

#### Agonistas adrenérgicos alfa-2
Los agonistas adrenérgico alfa-2 se pueden utilizar para tratar la ansiedad y el pánico, como el trastorno de ansiedad generalizada, trastorno de pánico o trastorno de estrés postraumático. La clonidina y guanfacina, actúan en los autorreceptores noradrenérgicos para inhibir la activación de las células en el locus coeruleus, involucrada en la respuesta al pánico y al estrés, reduciendo efectivamente la liberación de norepinefrina cerebral, disminuyendo de ese modo la actividad simpática.
La clonidina se puede usar para aliviar los síntomas de abstinencia asociados con el uso a largo plazo de narcóticos, alcohol, benzodiazepina y la nicotina. La clonidina también tiene varios usos fuera de indicación, y pueden ser recetados para el tratamiento de trastornos psiquiátricos, como el estrés, trastornos del sueño, y la hiperactivación causada por el trastorno de estrés postraumático, trastorno límite de la personalidad y otros trastornos de ansiedad.
La guanfacina puede ser utilizada en el tratamiento de la ansiedad, como el trastorno de ansiedad generalizada y los síntomas del trastorno de estrés postraumático. La guanfacina y otros agonistas del receptor α2A tienen acción ansiolítica, reducen la excitación simpática en las respuestas emocionales de la amígdala, y fortalece la regulación cortical prefrontal de la emoción, acción y pensamiento. Debido a su vida media prolongada, también mejora el sueño interrumpido por pesadillas en pacientes con TEPT. Todas estas acciones probablemente contribuyen al alivio de la hiperexcitación, re-experimentación de la memoria, y la impulsividad asociada con trastorno de estrés postraumático. Sin embargo, un estudio reciente no mostró ningún beneficio para los pacientes que sufren de trastorno de estrés postraumático.

#### Alfabloqueantes
La prazosina, un alfabloqueante se utiliza para tratar la hipertensión, ansiedad, TEPT y trastornos de pánico. Es un antagonista alfa-adrenérgico, específico de los receptores alfa-1.

### Agonistas parciales de los receptores 5-HT1A
Las azapironas o azaspirodecanodionas representan un nuevo grupo de fármacos ansiolíticos agonistas del receptor 5-HT1A cuyo principal representante es la buspirona, junto con sus análogos la gepirona, ipsapirona, tandospirona y flesinoxano. Son potentes agonistas de los receptores serotoninérgicos 5-HT1A, lo que le confieren su acción ansiolítica, aunque también se fijan a receptores dopaminérgicos. Actúan sobre los receptores presinápticos inhibidores disminuyendo la liberación de noradrenalina y serotonina en el locus coeruleus. El efecto ansiolítico de estos fármacos tarda de días a semanas en manifestarse y al contrario que las BZD no produce dependencia, síndrome de abstinencia, efecto tolerancia, ni incoordinación motora.
Las azapironas aprobadas actualmente para su uso clínico son la buspirona y la tandospirona. Su perfil farmacológico es distinto al de las BZD, pues su mecanismo de acción no está vinculado al receptor GABA y carecen de acción hipnótica, anticonvulsivante y miorrelajante. No alteran la memoria, no provocan trastornos cognitivos o psicomotores y no interactúan con el alcohol ni otros depresores del SNC.
Las azapironas parecen ser superiores al placebo en los estudios a corto plazo, de cuatro a nueve semanas, pero es posible que no sean superiores a las BZD. Las azapironas pueden ser útiles en el tratamiento de TAG, en particular para los pacientes que no han tomado BZD con anterioridad. No obstante, es posible que las azapironas no sean superiores a las BZD y parecen no ser tan aceptables como las BZD. Los efectos secundarios son leves y no graves.
La buspirona está aprobada para el tratamiento del TAG. Es un agonista parcial del receptor 5 HT1A. Los efectos completos no aparece hasta semanas después de iniciar la terapia. Este tiempo de retraso en la respuesta y la necesidad de dosificación progresiva le convierten en una opción menos atractiva respecto a los ansiolíticos de acción inmediata, para el tratamiento del TAG. No interactúa con otros fármacos (barbitúricos, alcohol), no produce sedación, ni abstinencia y su efecto ansiolítico es tan eficaz como el diazepam.
La buspirona y flesinoxano muestran eficacia en el alivio de la ansiedad y de la depresión, y la buspirona y tandospirona están aprobados para esas indicaciones en diversas partes del mundo.

### Agonistas parciales del receptor GABA-benzodiacepínico
El funcionamiento del sistema gabérgico relacionado con la ansiedad ha sido investigado para lograr nuevos fármacos ansiolíticos diferentes a las BZD. En este sentido están siendo investigados nuevos agentes como la pagoclona, suriclona, suproclona y pazinaclona, pertenecientes a la familia química de las ciclopirrolonas, agonistas parciales del receptor GABA.
La pagoclona es un ansiolítico que se ha ensayado en humanos en el trastorno de pánico y TAG, sin presentan los efectos adversos amnésicos o sedantes de las BZD, pero no se ha comercializado para este fin. Su comercialización se dificulta por las dudas sobre su potencial de abuso y la seguridad del fármaco en su consumo a largo plazo. La pagoclona está siendo investigada para mejorar la fluidez verbal en la tartamudez.
Suriclona, es otro nuevo fármaco sedativo y ansiolítico de la familia de las ciclopirrolonas aún en fase de investigación cuyo mecanismo de acción se basa en modular los receptores GABAA, siendo más subtipo-selectiva que las BZD. Suproclona, es estructuralmente semejante a la suriclona y con parecido mecanismo farmacológico.
Pazinaclona tiene efecto ansiolítico, relativamente selectivo, y sedativo que aparece cuando se administra en altas dosis, pero muestra menor efecto amnésico que las BZD. Es un agonista parcial del receptor GABAA, siendo más subtipo-selectivo que la mayoría de BZD.

### Inhibidores selectivos de la recaptación de GABA
Es representativo la tiagabina, inhibidor del transportador GAT-1 del GABA, que ha demostrado ansiólisis en personas con trastornos de ansiedad resistente al tratamiento convencional y pacientes con trastorno de estrés postraumático (TEPT).

### Antiepilépticos

#### Pregabalina
El antiepiléptico pregabalina muestra efectos terapéuticos tan eficaces como el lorazepam, alprazolam y venlafaxina, después de la primera semana de uso, y sus efectos son más consistentes para tratar los síntomas psíquicos y somáticos. El tratamiento a largo plazo muestra efectividad continuada sin desarrollo de tolerancia, y a diferencia de las BZD, no alteran la arquitectura del sueño y produce menos deterioro cognitivo y psicomotor. Tiene poco potencial de abuso y dependencia y puede ser preferidas a las BZD por esta razón.

#### Gabapentina
La gabapentina es un fármaco antiepiléptico con acción gabaérgica estrechamente relacionado con la pregabalina con el mismo mecanismo de acción, que también ha demostrado eficacia como ansiolítico en el tratamiento de GAD, fobia social, trastorno de pánico, TOC y pacientes con ansiedad comórbida. A diferencia de la pregabalina, no ha sido específicamente aprobado para el TAG, pero se prescribe con frecuencia fuera de indicación para tratar el TAG. Es probable que sea de similar utilidad en la gestión de esta condición, y en virtud de estar actualmente fuera de patente, tiene la ventaja de ser significativamente más económica.

### Neuroesteroides
La pregnenolona es un neuroesteroide involucrado en la esteroidogénesis. El sulfato de pregnenolona es antagonista del receptor GABAB que incrementa además la neurogénesis en el hipocampo y muestra actividad neuroprotectora. En el aspecto clínico la pregnanolona se comporta como ansiolítico a dosis bajas (siendo ansiogénica a dosis altas).
La alopregnanolona (ALLO), otro neuroesteroide endógeno pregnano inhibitorio que se sintetiza a partir de progesterona, es un potente modulador alostérico positivo del receptor GABAA, por lo que tiene efectos similares a los fármacos que actúan en este receptor como las BZD, incluyendo efecto ansiolítico, sedante y anticonvulsivo. La ALLO y la tetrahidroxidesoxicorticosterona muestran significativa actividad ansiolítica.

### Miscelánea

#### Ácido hopanténico
El ácido hopantenico es un fármaco nootrópico que actúa en el sistema nervioso central. Es un homólogo de ácido pantoténico, y estructuralmente es la amida del ácido D-pantoato y γ-aminobutírico (GABA). Formulado como sal de calcio, se utiliza en la Federación de Rusia comercializada como Pantogam para una variedad de trastornos neurológicos, psicológicos y psiquiátricos. Las tiendas de suplementos y fármacos en línea que lo comercializan aseguran que reduce la ansiedad, elevar el humor y combina un efecto estimulante leve con relajación. El mecanismo de acción es un efecto directo en el complejo de canal del receptor GABA-B.

#### Benzoctamina
La benzoactamina es un derivado del dibenzo-biciclo-octadieno que posee propiedades ansiolíticas y sedativas. Clínicamente se utiliza en el tratamiento de pacientes ambulatorios ansiosos para controlar la agresión, enuresis, fobias y desajustes menores sociales en niños. Siendo un ansiolítico relativamente nuevo, su popularidad se ha incrementado como resultado de ser capaz de tener efectos ansiolíticos y sedativos comparables a otros fármacos ansiolíticos sin el riesgo de depresión respiratoria. Sus efectos farmacológicos son comparables al diazepam, pero a diferencia de este posee efectos antagónicos en la epinefrina, norepinefrina, y parece reducir la rotación de serotonina. Los estudios apuntan a que la reducción de serotonina, epinefrina y norepinefrina, son una causa parcial de sus efectos farmacólogicos y fisiológicos.

#### Bromantan
Bromantan es un estimulante con propiedades ansiolíticas desarrollado en Rusia a finales de la década de los 80 que actúa principalmente inhibiendo la recaptación de dopamina y serotonina en el cerebro, aunque también tiene efecto colinérgico a altas dosis. Los resultados de los estudios sugieren que la combinación del efecto psicoestimulante y ansiolítico es efectiva para tratar manifestaciones asténicas.

#### Cannabidiol
Cannabidiol (CBD) es una cannabinoide presente en la cannabis sativa, cannabis indica y cantidades marginales en la cannabis ruderalis. Está disponible en los Estados Unidos en los estados en la que se ha legalizado para su uso médico. No se ha establecido  la dosis letal 50 (LD50). En cepas salvajes se produce en grandes cantidades junto al cannabinoide psicoactivo tetrahidrocannabinol. Cepas especiales de cannabis se cultivan para producir grandes cantidades de cannabidiol con la síntesis de tetrahidrocannabinol (THC) significativamente reducida. Existen formulaciones específicas en el mercado de USA para tratar la ansiedad con un proporción 18:1 de CBD respecto a THC.

#### Cicloserina
La cicloserina es un aminoácido de estructura inusual producido por algunas bacterias, con actividad antibiótica en la micobacteria de la tuberculosis. Desde que se descubrió que la cicloserina es capaz de cruzar la barrera hematoencefálica y penetrar en el sistema nervioso central, numerosos estudios se han llevado a cabo para ensayar la eficacia como ansiolítico en trastornos psiquiátricos, como trastornos de ansiedad, estrés postraumático, TOC, trastorno de pánico, y trastorno de fobia social.
La D-cicloserina, usada en conjunción con terapias cognitivo-conductuales, promueve la extinción de una gran variedad de trastornos de ansiedad y estrés. Estos trastornos y fobias son el resultado de la perpetuación de memorias patológicas de tipo fóbico.

#### Emoxipina
Emoxipina es un antioxidante que también posee efecto ansiolítico. Químicamente su estructura se asemeja a la piridoxina, una forma química de la vitamina B6.

#### Etifoxina
Etifoxina es un agente ansiolítico y anticonvulsivo utilizado en los trastornos de ansiedad, con efecto similar a las BZD, pero estructuralmente distinta y sin unión a los receptores benzodiacepínicos. Etifoxina potencia la función del receptor GABAA mediante una modulación alostérica positiva y un mecanismo indirecto que implica la activación de los receptores periféricos similares a los benzodiacepínicos (PBRs). Comparado a lorazepam es más eficaz y tiene pocos efectos secundarios. Sin embargo, su consumo se ha asociado a hepatitis.

#### Fabomotizol
Fabomotizol (comercilizado como Afobazole) es un fármaco ansiolítico comercializado en Rusia a principios de la década de 2000. Su mecanismo de acción está poco definido, aunque se estima que puede tener actividad GABAérgica, promotora de la liberación de NGF y BDNF, antagonismo del receptor MT1 y MT3, y agonismo sigma. Los ensayos clínicos muestran que es bien tolerado y tiene una eficacia razonable en el tratamiento de trastornos de ansiedad.

#### Fenaglicodol
El fenaglicodol es un tranquilizante menor y sedante con propiedades ansiolíticas y anticonvulsivas. Estructural y farmacológicamente está relacionado con el meprobamato, aunque no es un carbamato.

#### Fenibut
El fenibut es el ácido β-fenil-γ-aminobutírico, un agente psicoactivo gabaérgico, análogo del neurotransmisor natural GABA (ácido gamma-aminobutírico), al igual que el principio activo de la pregabalina.

#### Mebicar
Mebicar o mebicarum, comercializado en Rusia como Adaptol, es un psicotrópico, con actividad principal ansiolítica, producido en Letonia y usado en el Este de Europa que produce un efecto en la estructura que regula la actividad límbico-reticular, particularmente en la zona del hipotálamo asociada a las emociones, así también como en los cuatro sistemas mediados por neurotransmisores (actividad GABAérgica, colinérgica, serotoninérgica y adrenérgica). Mebicar disminuye los niveles de noradrenalina, incrementa el nivel de serotonina, sin efectos en el sistema dopaminérgico y sin mostrar actividad colinótica.

#### Mentil isovalerato
El mentil isovalerato es un aditivo alimentario saborizante que se comercializa como fármaco sedante-ansiolítico en Rusia bajo el nombre Validol. Administrado por vía sublingual produce efecto sedativo suave, con acción dilatadora vascular y refleja moderada al estimular los receptores nerviosos sensoriales de la mucosa oral seguido de la liberación de endorfinas. Validol es prescrito en Rusia para tratar y aliviar los trastornos de ansiedad. También se utiliza para aliviar la ansiedad y la irratibilidad asociada al síndrome de abstinencia a la nicotina.

#### Racetamos
Algunos fármacos nootrópicos de la familia de los racetamos como el aniracetam muestra efectos ansiolíticos.

#### Selank
Selank es un péptido ansiolítico desarrollado por el Instituto de Genética Molecular de la academia de ciencias rusa. Es un análogo del péptido humano tuftsina, al que imita se efecto. Ha mostrado modular la expresión de la interleucina-6 (IL-6) y afectar el balance de las células citoquinas T helper. Hay evidencia de que también puede modular la expresión del BDNF en roedores.

#### Tenoten
Tenoten es una fórmula farmacéutica que contiene dosis ultrabajas de anticuerpos de proteínas S-100, comercializada en Rusia con propiedad ansiolíticas, antiestrés y adaptogénica. También es prescrita como fármaco neuroprotector, antiamnésico, antihipóxico, antiasténico y antidepresivo. El mecanismo de acción es probablemente relacionado con la modificación de la actividad funcional de las proteínas endógenas S-100 y sus ligandos. Esto conduce a realizar un efecto GABA-agonista y a recuperar la neurotransmision GABAérgica. Clínicamente facilita el sueño, reduce las manifestaciones de ansiedad, mejora la memoria y alivia la astenia.

### Fitoterapia
Numerosas plantas y compuestos derivados de las mismas tienen propiedades ansiolíticas y pueden ser empleados como terapia farmacológica en los trastornos de ansiedad.
La evidencia científica actual sustenta el uso crónico (es decir, superior a un día) de las siguientes hierbas en el tratamiento de una amplia gama de trastornos de ansiedad en los ensayos clínicos humanos: Piper methysticum, Matricaria chamomilla, Ginkgo biloba, Scutellaria lateriflora, Silybum marianum, Passiflora incarnata, Withania somniferum, Galphimia glauca, Centella asiatica, Rhodiola rosea, Echinacea spp., Melissa officinalis y Echium amoenum. En cambio, la evidencia actual no soporta el uso de Hypericum perforatum y Valeriana spp. para cualquiera de los trastornos de ansiedad. Actividad ansiolítica aguda se ha encontrado en Centella asiática, Salvia spp., Melissa officinalis, Passiflora incarnata y Citrus aurantium. Bacopa monnieri ha mostrado efectos ansiolíticos en personas con deterioro cognitivo.
Es objeto de discusión científica la aplicación terapéutica del tratamiento a base de plantas psicotrópicas para los trastornos de ansiedad, específicamente Psychotria viridis, Banisteriopsis caarti (ayahuasca), Psilocybe spp. y el cannabidiol enriquecido (bajo tetrahidrocannabinol (Δ (9) THC)) Cannabis spp.
A continuación se detallan las hierbas que han mostrado algún tipo de efecto ansiolítico.
- Abies pindrow: se emplean las partes aéreas de la planta, que tiene una larga tradición en India como tratamiento de la ansiedad, y se ha sugerido su utilidad en el tratamiento de los trastornos de ansiedad;[144] el extracto etanólico de sus hojas muestran efectos ansiolíticos significativos en todos los paradigmas de la ansiedad.[145]
- Achillea millefolium. Tradicionalmente se tomaba para aliviar la ansiedad y el insomnio, y como sedativa.[146] Ejerce efecto ansiolítico en ensayos con roedores con perfil similar a diazepam. Probablemente su acción ansiolítica no está relacionada con la neurotransmisión asociada a los receptores benzodiacepínicos ni GABA(A).[147][148]
- Albizia julibrissin: su extracto tomado oralmente en dosis altas posee efecto antidepresivo y ansiolítico[149] en ratones, muy probablemente mediados por el receptor 5-HT1A;[150] aunque también muestra afinidad por el receptor 5-HT2c;[149] en Asia se utiliza el extracto de corteza de julibrissin a los pacientes para tratar el insomnio, la diuresis, estenia y confusión, y las flores comúnmente para tratar la ansiedad, la depresión y el insomnio;[151] la corteza parece mostrar la actividad ansiolítica, y las partes áreas contienen los flavonoides que le confieren efecto sedativo, que involucra al receptor GABAA.[152][153] También disminuye significativamente la latencia del sueño e incrementa la duración del sueño en sueño inducido por pentobarbital.[149]
- Aloysia polystachya: planta utilizada en la medicina tradicional de Paraguay para el tratamiento de las “enfermedades nerviosas”. Los estudios de laboratorio en modelos murinos han mostrado una acción ansiolítica, probablemente mediada por la interacción con el receptor gabaérgico GABA-A, sin acción sedativa aparente;[154][155] también muestra propiedades antidepresivas.[156]
- Apocynum venetum: A. venetum tiene una larga historia de uso en la medicina tradicional china para calmar el hígado, calmar los nervios, disipar el calor, y promover la diuresis; recientemente, el té Luobuma se ha comercializado como sedante y un suplemento antienvejecimiento que se ha convertido cada vez más popular en los mercados de alimentos de salud de Asia oriental y el norte de América.[157] muestra actividad ansiolítica y antidepresiva (efecto antidepresivo comparable al antidepresivo imipramina);[158][159] en modelos murinos; el extracto de sus hojas contiene el flavonoide kaempferol una sustancia con actividad ansiolítica comparable al diazepam, actividad que está relacionada con el sistema GABAérgico (receptor benzodiacepínico y el 5-HT1A).[160][161]
- Annona spp.: varios extractos obtenidos de la especie Annona han mostrado ser activas en el SNC y han sido utilizadas en la medicina tradicional; las hojas y la fruta de la A. muricata presenta propiedades ansiolíticas y sedativas; el extracto crudo también muestra actividad en los receptores 5-HT1A; la presencia de alcaloides tipo isoquinolinas, nornuciferina y asimilobina representan esta actividad; el extracto de A. cherimolia, A. glabra y A. montana son también activas en este subtipo de receptor; por otro parte el extracto etanólico de A. muricata y A. diversifolia poseen actividad anticonvulsionante en roedores; en el caso de la A. diversifolia este efecto es debido a palmitona (16-hentriacontanona), una cetona lipoide;[162] otras variantes de esta especie con interés bioquímico-farmacológico comprenden A. reticulata, A. purpurea y A. senegalensis.
- Avena sativa: contiene el alcaloide avenina, con efecto psicoactivo; tradicionalmente ha sido usada para tratar el insomnio, estrés, ansiedad, palpitaciones nerviosas, depresión y agotamiento nervioso.[163][164]
- Bacopa monnieri.[165]
- Boswellia sacra: su resina contiene incensol, que en ensayos con roedores muestra actividad psicoactiva, siendo un potente agonista del receptor TRPV3 lo que confiere actividad similar a los ansiolíticos y antidepresivos; los canales TRPV3 en el cerebro pueden jugar un rol en la regulación emocional.[166][167] también parece modular la expresión del BDNF y CRF.[168]
- Casimiroa edulis: en estudios in vivo ha mostrado tener actividad ansiolítica,[169] con potencial efecto sedativo, antidepresivo[170] y anticonvulsivo.[171]
- Cannabidiol. Componenentes químico de la cannabis sativa con potencial terapéutico como antipsicótico con acción ansiolítica.[172] Se ha constatado eficacia en el tratamiento del trastorno de ansiedad social generalizada.[173] El efecto ansiolitíco se asocia al sistema límbico y paralímbico,[174] y su interacción con el receptor 5-HT1A de la sustancia gris.[175]
- Cecropia glazioui. Ensayos con roedores sugieren que el extracto acuoso de C. glazioui promueve un efecto ansiolítico. Los componentes activos relacionados con el efecto son flavonoides y terpenos.[176] Además se ha constatado efecto antidepresivo a través de la inhibición de la recaptación de serotonina, noradrenalina y dopamina.[177]
- centella asiática (Gotu kola).
- Citrus × aurantium: es comúnmente usado como tratamiento alternativo para el insomnio, ansiedad y epilepsia. El aceite esencial de la cáscara posee una fuerte actividad ansiolítica y sedativa mientras que las hojas son sedativas, que justificarían su uso etnofarmacológico, y podría ser útil en los cuidados de atención primaria de salud.[178] En una estudio con ratones se sugiere que puede tener un efecto ansiolítico específico para el trastorno obsesivo-compulsivo más que para el trastorno de ansiedad generalizado.[179] El receptor 5-HT1A está relacionados con el efecto ansiolítico, por lo que también se ha propuesto su utilidad como antidepresivo.[180] Por otra parte tiene un efecto antiamnésico por lo que puede ser de utilidad en el tratamiento del Alzheimer.[181]
- Coriandrum sativum (Coriander)
- Crataegus monogyna (Espino blanco majuelo)
- Crocus sativus (Azafrán)
- Davilla rugosa
- Equinacea spp.
- Equisetum arvense
- Echium amoenum
- Erythrina spp.
- Eschscholzia californica) (Amapola de California)
- Euphorbia hirta
- Eurycoma longifolia
- Galphimia glauca
- Garcinia indica (Kokum).[182]
- Gastrodia elata
- Ginkgo biloba.[165]
- Hypericum (Hierba de San Juan).[165]
- Jatropa cilliata
- Juncus effusus
- Justicia spp.
- El género lavandula spp., en especial Lavandula angustifolia (espliego) y Lavandula latifolia muestran propiedades ansiolíticas y sedativas, mejorando la calidad del sueño.[183] Tradicionalmente consideradas tónico y nervina, empleada para los espasmos y palpitaciones nerviosas.[184] El aceite de lavanda está aprobado como ansiolítico en Alemania bajo el nombre de Lasea.[185][186] Puede ser útil en el tratamiento en el tratamiento de varios trastornos neurológicos.[187]
- Leea indica. Tiene significativo efecto ansiolítico y sedante por lo que lo que puede razionalizarse científicamente el uso en la medicina tradicional para tratar la ansiedad y trastornos relacionados.[188][189]
- Nauclea latifolia
- Magnolia spp.
- Matricaria chamomilla (manzanilla).[165]
- Melissa officinalis.[165]
- Ocimum basilicum (albahaca): ansiedad, insomnio, sedante
- Origanum majorana (mejorana)
- Panax ginseng
- Papaver rhoeas (amapola)
- Passiflora spp.
- Passiflora caerulea (flor de pasión o pasionaria)
- Passiflora edulis.[190]
- Passiflora incarnata.[165]
- Peumus boldus (boldo)
- Piper methysticum (Kava kava).[191][192][193][165]
- Psychotria viridis
- Rubus brasiliensis
- Securidaca longepedunculata
- Scutellaria lateriflora[194][165]
- Rhodiola rosea: afecta al tono emocional influenciando en los niveles de neurotransmisores dopamina, noradrenalina y serotonina en la amígdala, hipocampo, hipotálamo y cerebro medio, implicados en la regulación del estado anímico, ansiedad y emociones.[195] En ensayos clínicos se han constado resultados prometedores en el tratamiento de la depresión de leve a moderada y ansiedad generalizada.[196]
- Salvia elegans (Pineapple Sage).[197]
- Salvia guaranitica
- Salvia officinalis.[198]
- Salix alba (sauce blanco)
- Sceletium tortuosum (kanna): planta de África del Sur cuyos principios activos pueden mejorar el humor y disminuir la ansiedad y estrés.[199][200]
- Silybum marianum
- Sonchus oleraceus
- Sphaerathus indicus
- Stachys lavandulifolia
- Tilia spp.
- Tilia × europaea (tila)
- Tilia tormentosa
- Turnera diffusa
- Teanina (camelia sinensis)
- Uncaria rhynchophylla
- Valeriana officinalis: por sus actividad ansiolítica y sedativa[201][202][203][204] es comúnmente utilizada para tratar la ansiedad y el insomnio; sin embargo, la evidencia actual no soporta la eficacia o la seguridad de la valeriana en comparación con placebo o el diazepam para el tratamiento en los trastornos de ansiedad;[205] su efecto farmacológico parece estar mediado parcialmente a través de la actividad agonista GABA y la modulación alostérica positiva del receptor GABAA;[206][207][208] también es agonista parcial del receptor serotoninérgico 5-HT5a,[209] receptor asociado al control de la conducta emocional.
- Withania somnifera (Ashwaghandha)
- Zizyphus jujuba

## Fármacos, suplementos y sustancias  prescripción médica
Picamilon es una profármaco que combina niacina con GABA que cruza la barrera hematoencefalica y se hidroliza a GABA y niacina. Se teoriza que el GABA que se libera en el proceso metabólico activa los receptores GABA, con potencial respuesta ansiolítica.
Los antihistamínicos clorfeniramina y difenhidramina tienen efectos hipnóticos y sedativos con propiedades ansiolíticas medias en su uso fuera de indicación. Estos fármacos están aprobados para tratar alergia, rinitis y urticaria.
La melatonina tiene también efecto ansiolítico, comúnmente mediado por el sistema benzodiacepínico/GABAérgico. Ha sido utilizada experimentalmente como un medicamento preoperatorio para anestesia general en cirugía.
El inositol en algunos ensayos clínicos ha mostrado ser superior a fluvoxamina disminuyendo los episodios de ataque de pánico y con menos efectos secundarios.
El magnesio muestra actividad antidepresiva y ansiolítica.
Garum armoricum es un extracto autolisado de proteína natural extraído de las vísceras del pez escolano azul (Molva dypterygia), que se encuentra en la costa de la Península Armonican de Francia. Es rico en pequeños péptidos similares a los hipofisiotrópicos hipotalámicos y algunos neurotransmisores. Estos péptidos actúan o bien como precursores hormonales, o mímicos de las encefalinas, endorfinas y ácido γ-aminobutírico, teniendo efecto similar a los ansiolíticos. Los estudios realizados han mostrado una reducción significativa de la puntuación en la escala de ansiedad después de la administración oral. Además posee propiedades antiasténicas y cognitivo-promotor.

## Consideraciones al uso de ansiolíticos
El uso de ansiolíticos e hipnóticos es problemático. Las diferentes benzodiacepinas parecen ser igualmente eficaces para aliviar los síntomas de ansiedad; la selección depende de las características farmacocinéticas y farmacodinámicas del fármaco. Las causas tratables de insomnio deberían ser estudiadas y corregidas antes de utilizar los hipnóticos.
En general, podemos decir que las benzodiacepinas de acción corta o intermedia, como el alprazolam, lorazepam, oxazepam, temazepam, son preferibles para inducir sedación o sueño. Se deberían evitar las benzodiacepinas de acción larga, ya que el riesgo de acumulación y toxicidad está incrementado, facilitando, pues, la aparición de somnolencia, empeoramiento de la memoria y del equilibrio con riesgo de caídas y fracturas.
El tratamiento de la ansiedad y del insomnio debe ser limitado en el tiempo si es posible, ya que se puede producir tolerancia y dependencia; además, la retirada del fármaco puede hacer que vuelva a aparecer el insomnio y la ansiedad.
La buspirona es igualmente eficaz que las benzodiacepinas en el tratamiento de la ansiedad general; los pacientes mayores toleran dosis hasta de 30 mg/d. Como el comienzo de las acciones ansiolíticas es lento (hasta 2 o 3 semanas) puede suponer una desventaja en el tratamiento de casos urgentes.